# ACIDMAN
애시드맨(ACIDMAN)은 일본의 록 밴드이다. 고등학생 시절 밴드부원 4명이서 결성했고(당시 오키는 기타를 담당), 대학에 입학한 1997년부터 본격적으로 활동을 시작했다. 1999년에 보컬이 탈퇴해 현재 구성원이 된다. 2002년 10월 30일 앨범 《소》로 데뷔했다. 2009년 7월엔 밴드 첫 해외 공연이자 내한 공연인 《펜타포트 락 페스티벌 2009》에 출연했다.

## 음반 목록

### 정규 음반
1. 소 (2002년 10월 30일)
2. Loop (2003년 8월 6일)
3. equal (2004년 9월 15일)
4. and world (2005년 12월 7일)
5. green chord (2007년 2월 7일)
6. LIFE (2008년 4월 16일)
7. A beautiful greed (2009년 7월 29일)
8. Alma (2010년 12월 1일)